# 旅大行署区
旅大行署区，中华人民共和国旧省级行署区名，即旅大行政公署辖区，前身是关东行政公署辖区。在今辽宁省大连市南部。
1945年8月，苏军占领旅大地区。國民政府与苏联政府签订的《中蘇友好同盟條約》规定：“自辽东半岛西岸侯山岛湾以南之地点起，向东方面经过石河站及邹家嘴子至该半岛东岸，东西划为一线，此线以南为本地陆路之界线，以及此线以南的长山列岛各岛屿”为旅顺口海军根据地。除大连市区外，陆地面积为2399平方公里。租期30年。1946年10月，在苏军主导下，成立旅大金行政联合办事处，管辖大连市、旅顺市、金县、大连县。旅大金行政联合办事处辖区的正式名称不详。
1947年4月，正式成立关东行政公署，取代旅大金行政联合办事处。关东行政公署辖区正式名称不详。中共旅大地委称为关东地区:134。或称旅大地区。
1949年4月27日，旅大地区召开第2届各界人民代表大会，大会决定将关东行政公署改为旅大行政公署，直属东北人民政府。旅大行署区由此建立，治所在大连市，另辖旅顺市、金县、大连县。9月，新金县长山列岛所在的长山区公所升级为长山县（今长海县）。11月10日，成立长山县人民政府，隶属旅大行政公署。旅大行署区辖区由此增加到五个。
1950年4月，大连县并入大连市。12月1日，撤销旅大行署区，改设旅大直辖市。